# Phthiria namaquensis
Phthiria namaquensis är en tvåvingeart som beskrevs av Hesse 1975. Phthiria namaquensis ingår i släktet Phthiria och familjen svävflugor. Inga underarter finns listade i Catalogue of Life.